# Parasites & Vectors
Parasites & Vectors es una revista médica de acceso abierto revisada por pares publicada por BioMed Central. La revista publica artículos sobre la biología de los parásitos, las enfermedades parasitarias, los huéspedes intermediarios, los vectores y los patógenos transmitidos por vectores. Parasites & Vector se estableció en 2008 como una fusión de Filaria Journal y Kinetoplastid Biology, y su editor en jefe de lanzamiento fue Chris Arme. Desde 2013 publica un blog asociado a la comunidad de parásitos y vectores llamado BugBitten, y otorga el 'Odile Bain Memorial Prize' (OBMP) para perpetuar la memoria de la parasitóloga Odile Bain fallecida en 2012.

## Métricas de revista
2022
- Web of Science Group : 3.876
- Índice h de Google Scholar: 92
- Scopus: 3.87